# Bulu

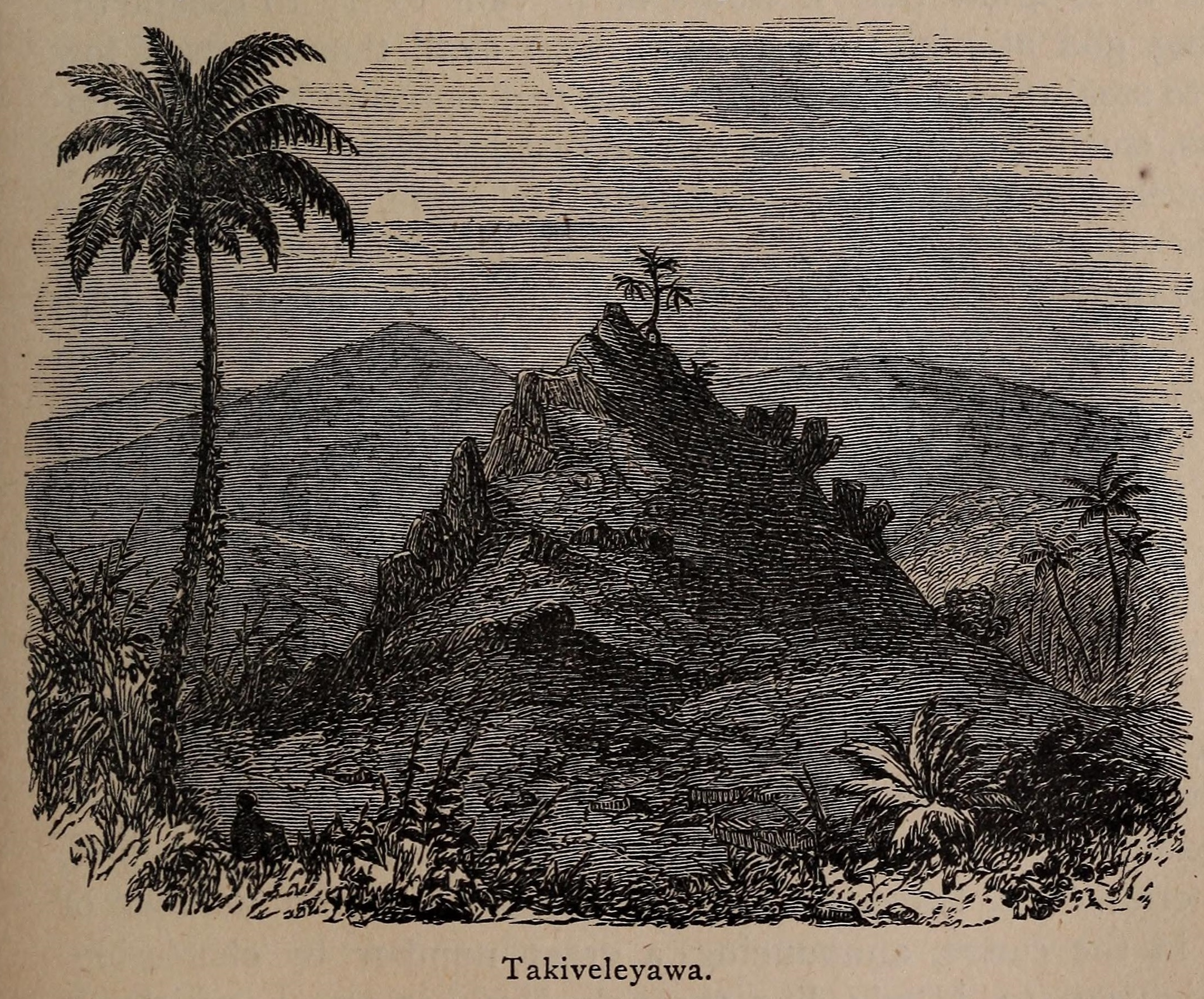
Wzgórze Takiveleyawa, miejsce przejścia dusz do krainy Bulu

Bulu – według mitologii fidżyjskiej, jest to podziemna kraina gdzie po śmierci udają się ludzkie dusze. W fidżyjskim miesiącu Vula-i-Ratumaibulu (według kalendarza gregoriańskiego - listopad), bóg rolnictwa Ratumaibulu wychodzi z Bulu aby sprawić by rozkwitły owoce chlebowca i innych drzew. 
Wierzono, że najbardziej wysunięte na zachód miejsce na fidżyjskiej wyspie Vanua Levu, jest miejscem przejścia dusz do Bulu.